# Proechimys guairae
Proechimys guairae (щетинець Ґуайра) — вид гризунів родини щетинцевих, який мешкає в північно-центральній частині Венесуели, на схід від озера Маракайбо, і в передгір'ях Меридських Анд. Цілком можливо, що зустрічається в Колумбії. Виявляється від рівня моря до 800 м над рівнем моря. Живе у первинних і вторинних місцях проживаннях. Каріотип сильно варіативний: 2n=44–52, FN=66–74.

## Етимологія
Вид названо за назвою міста Гуайра (ісп. La Guaira), Венесуела.

## Поведінка й життєвий цикл
Наземний, нічний вид. Вагітність триває 63–66 діб, у неволі живе приблизно 7 років. Новонароджені добре розвинені й важать 22 грами. Народжується від одного до семи дитинчат, в середньому 3.

## Загрози та охорона
У східній частині його ареалу спостерігається деградація місць проживання, але в цілому серйозних загроз немає. Зустрічається в кількох охоронних районах, особливо на заході.